# ماري ريد كيلي
ماري ريد كيلي (بالإنجليزية: Mary Reid Kelley)‏ هي مؤدية أمريكية، ولدت في 1979 في غرينفيل في الولايات المتحدة.